# Mais où va-t-on, coyote?
Pour plus de détails, voir Fiche technique et Distribution.
Mais où va-t-on, Coyote? est un long métrage documentaire écrit et réalisé par Jonah Malak suivant le quotidien du groupe de bénévoles Águilas del Desierto,,. 
Le film a connu sa première mondiale au Festival Hot Docs à Toronto le 27 avril 2025,. Le film a également été sélectionné dans d'autres festivals tels que DOXA Documentary Film Festival à Vancouver et Shanghai International Film Festival en Chine,. 
Le film sortira au Québec dans les prochains mois.

## Synopsis
Au cours des douze dernières années, Marisela et Ely ont erré dans le désert américano-mexicain. Leur objectif : rechercher, retrouver et rendre à leurs familles les corps des migrants morts lors de la traversée à pied. Cet appel dévorant leur fait payer un lourd tribut, mais comment pourraient-ils s'arrêter? Mais où va-t-on, Coyote? suit leur travail, leur dévouement et les vies difficiles qu'ils ont choisi de mener.

## Fiche technique
- Titre original : Mais où va-t-on, Coyote ?
- Réalisation : Jonah Malak
- Scénario : Jonah Malak
- Avec : Ely Ortiz, Marisela Ortiz, groupe des Águilas del Desierto
- Musique : Marc Bell
- Photographie : Nicolas Taborga
- Montage : Marie-Pier Dupuis, Gisela Restrepo, Jonah Malak
- Conception et mixage sonore : Sylvain Brassard
- Production : Dominique Dussault
- Société de production : Nemesis Films
- Société de distribution : h264 distribution
- Pays de production : Canada
- Langue originale : Espagnol, anglais
- Format : Couleur
- Genre : Documentaire, drame
- Durée : 84 minutes